# Paris-Roubaix 1923
La 24e édition de la course cycliste Paris-Roubaix a eu lieu le 1er avril 1923 et a été remportée pour la première fois par un Suisse, en l'occurrence Henri Suter. Son successeur suisse fut Fabian Cancellara vainqueur en 2006. Il est le premier coureur à avoir réussi le doublé Tour des Flandres - Paris-Roubaix. Pour la première fois, il n'y a pas eu un Français présent sur le podium d'un Paris-Roubaix.

## Classement final
|   | Cycliste                | Équipe                  | Temps                   |
| - | ----------------------- | ----------------------- | ----------------------- |
| 1 | Henri Suter             | Gurtner                 |                         |
| 2 | René Vermandel          | Alcyon                  |                         |
| 3 | Félix Sellier           | Alcyon                  |                         |
| 4 | Theo Beeckman           | Griffon                 |                         |
| 5 | Charles Lacquehay       | JB Louvet               |                         |
| 6 | Marcel Huot             | Griffon                 |                         |
| 7 | douze cyclistes ex æquo | douze cyclistes ex æquo | douze cyclistes ex æquo |